# Paradelia trigonalis
Paradelia trigonalis är en tvåvingeart som först beskrevs av Karl 1928.  Paradelia trigonalis ingår i släktet Paradelia och familjen blomsterflugor. Inga underarter finns listade i Catalogue of Life.